# Holme-next-the-Sea

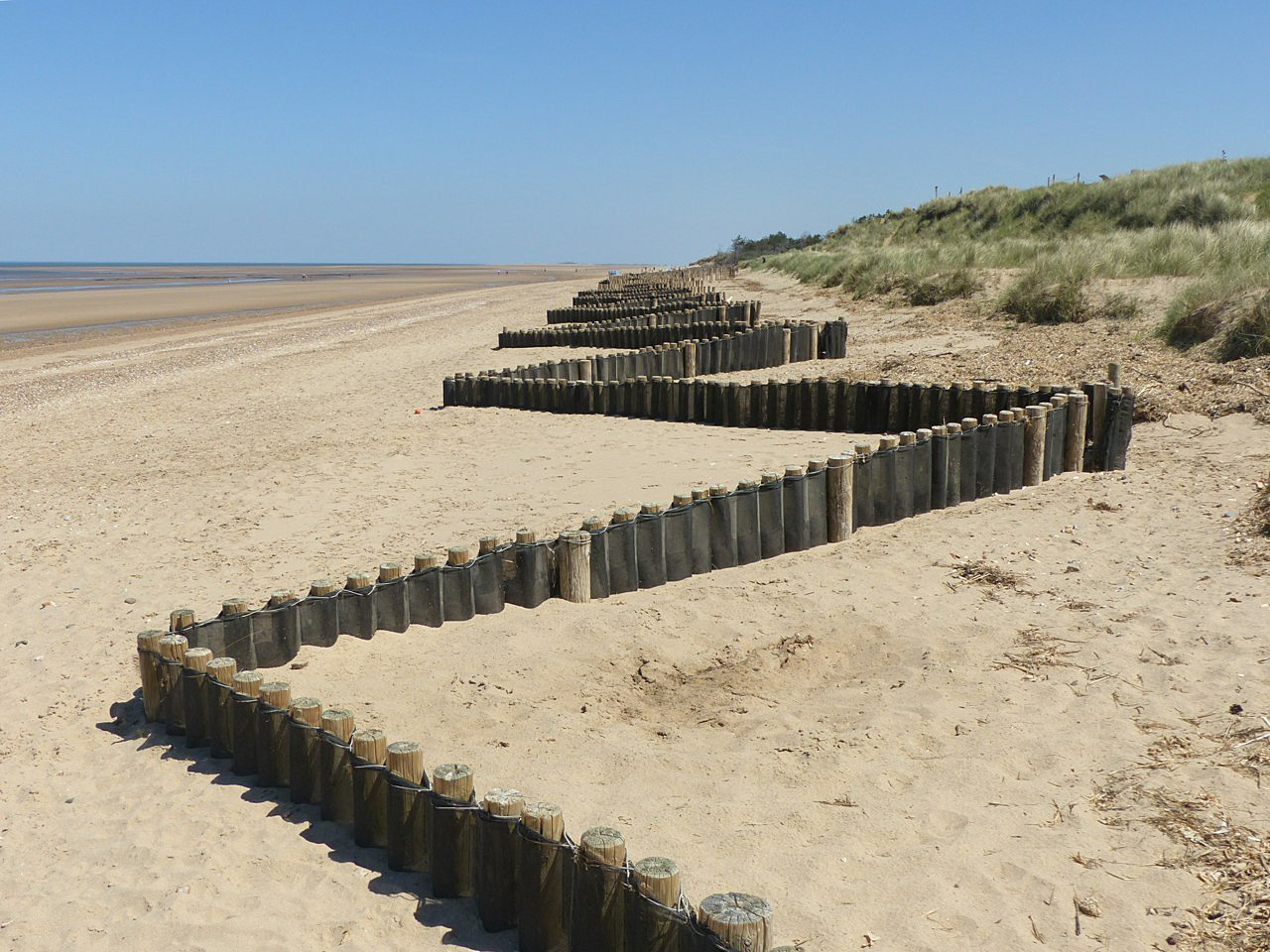
Spiaggia di Holme-next-the-Sea

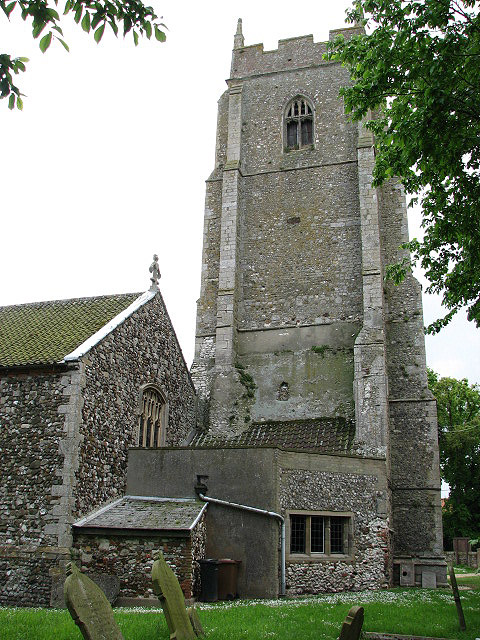
Holme-next-the-Sea: la chiesa di Santa Maria

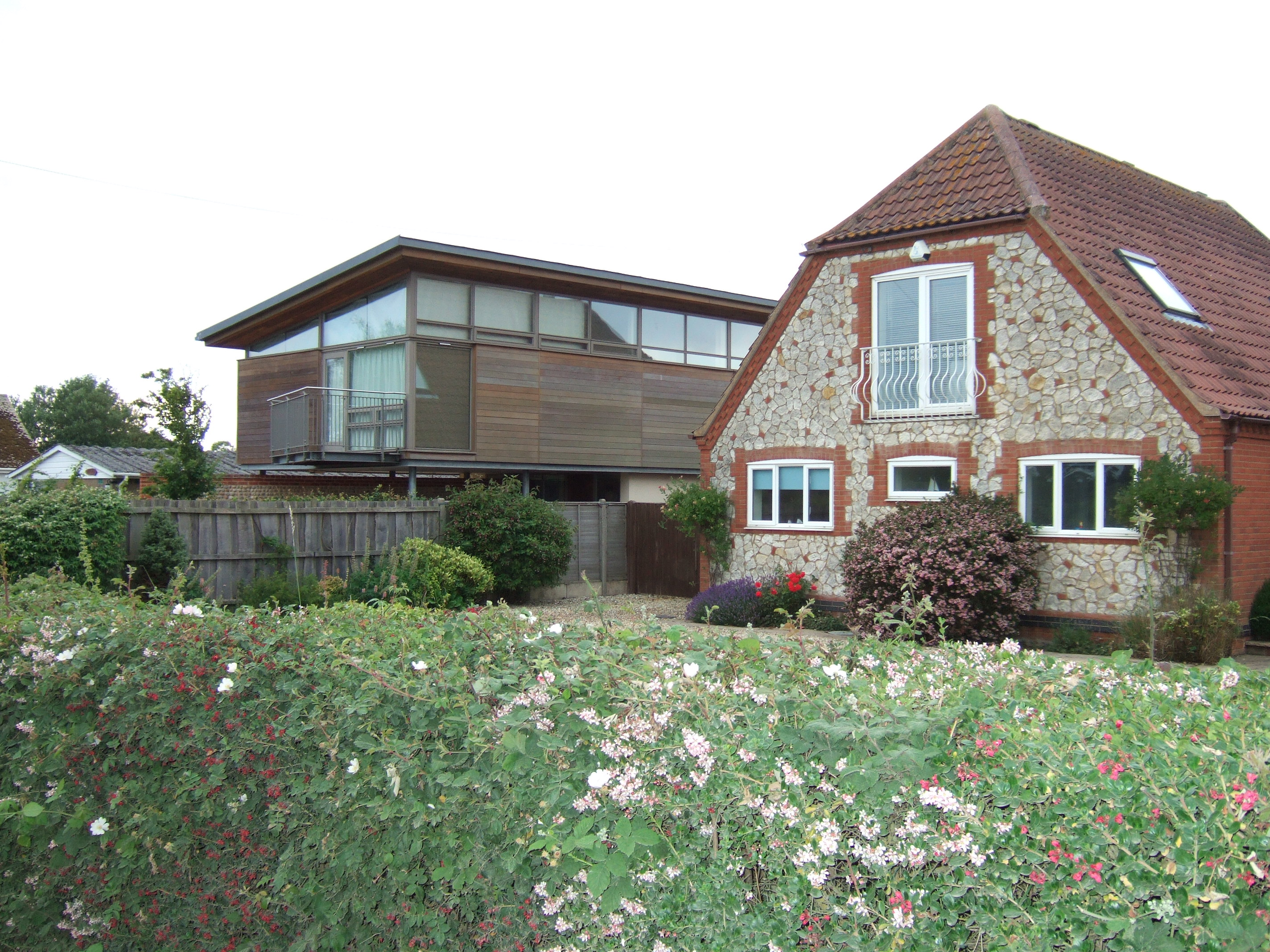
Edificio tradizionale di Holme-next-the-Sea

Holme-next-the-Sea è un villaggio con status di parrocchia civile dell'Inghilterra orientale, facente parte della contea del Norfolk e del distretto di King's Lynn and West Norfolk e situato in prossimità della costa che si affaccia sul Mare del Nord. L'intera parrocchia civile conta una popolazione di circa 200 abitanti.

## Geografia fisica
Holme-next-the-Sea si trova tra le località di Hunstanton e Thornham, rispettivamente a nord-est della prima e a ovest della seconda, lungo la Norfolk Coast Area of Outstanding Natural Beauty. Da Hunstanton dista circa 3 miglia.
L'intera parrocchia civile occupa un'area di 29,95 km² e si estende fino alla costa che si affaccia sul Mare del Nord.
Nel tratto meridionale del villaggio, il terreno ha un dislivello che va da 10 m s.l.m. a 50 metri sotto il livello del mare.

## Storia
In epoca romana, lungo i confini occidentali della parrocchia civile di Holme-next-the-Sea passava la Peddars Way, una strada che collegava la parte settentrionale del Suffolk con la parte nord-occidentale del Norfolk.
Nel 1118 si avevano notizie di una chiesa in loco dedicata a Santa Maria.
Sempre in epoca medievale, Holme-next-the-Sea era una località portuale e vi sostavano sovente navi danesi. A capo dell'autorità portuale, vi era nel 1297 un certo Robert de la Roche, il quale riceveva parte del suo stipendio da un inviato della Corona danese.
Nel 1861, furono rinvenuti a Holme-next-the-Sea frammenti di vasellame di epoca romana e nel 1998, una tempesta sulla spiaggia di Holme-next-the-Sea riportò alla luce il sito di Seahenge, costituito 55 ceppi di quercia risalenti al 2000 a.C. (Età del Bronzo), in seguito conservati al Lynn Museum.

## Monumenti e luoghi d'interesse

### Architetture religiose

#### Chiesa di Santa Maria
Principale edificio religioso di Holme-next-the-Sea è la chiesa di Santa Maria, in gran parte realizzata nella forma attuale nel 1888 sul sito della preesistente chiesa medievale, ma che presenta un campanile del XV secolo.

### Architetture civili
Gli edifici tradizionali di Holme-next-the-Sea hanno la particolarità di essere realizzati con due pietre locali, il clunch e il carrstone.

## Società

### Evoluzione demografica
Nel 2020, la popolazione della parrocchia civile di Holme-next-the-Sea era stimata in 216 unità, in maggioranza (120) di sesso femminile.
La popolazione al di sotto dei 18 anni era stimata in 7 unità (di cui 3 erano i bambini al di sotto dei 10 anni), mentre la popolazione dai 65 anni in su era stimata in 115 unità (di cui 25 erano le persone dagli 80 anni in su).
La parrocchia civile di Holme-next-the-Sea ha conosciuto un decremento demografico rispetto al 2011, quando la popolazione censita era pari a 239 unità, e al 2001, quando la parrocchia civile contava 322 abitanti.
Nel 2011, solo 9 abitanti su 239 non erano di cittadinanza britannica.